# Coalition civique (Argentine)
Pour les articles homonymes, voir Coalition civique.
Ne doit pas être confondu avec Coalition civique ARI.
La Coalition civique (en espagnol : Coalición Cívica, abrégé en CC) est une coalition politique argentine libérale et centriste, fondée en avril 2007 pour lancer la candidature à la présidentielle d'Elisa Carrió, qui arriva deuxième, derrière sa rivale Cristina Fernández de Kirchner.
La CC était à l'origine composée de deux partis nationaux, l'Afirmación para una República Igualitaria (ARI, Affirmation pour une République égalitaire) d'Elisa Carrió et Política Abierta para la Integridad Social (PAIS, Politique ouverte pour l'intégrité sociale) et deux partis régionaux, Unión por Todos (UPT) et Generación para un Encuentro Nacional (GEN) de Margarita Stolbizer, et d'autres mouvements sociaux et politiques tels FORJA, le Movimiento de Trabajadores Desocupados de la Matanza (MTD, Mouvement des chômeurs de la Matanza) dirigé par le député Héctor Toty Flores, etc.
Cette coalition fait elle-même partie d'une autre coalition, l'Accord civique et social (ACyS), fondé à l'occasion des élections générales de juin 2009, et qui est arrivé deuxième, talonnant la coalition gouvernementale du Front pour la victoire (FPV, centre-gauche). L'ACyS rassemble la Coalition civique avec l'Union civique radicale (UCR) et le Parti socialiste dans l'opposition au gouvernement de Cristina Fernández de Kirchner (Parti justicialiste-FPV).
Plusieurs mouvements de la Coalition fusionnèrent en octobre 2009 dans l'ARI, qui devint alors Coalition civique ARI présidée depuis par Elisa Carrió. Le GEN de Stolbizer, quant à lui, abandonna la coalition (tout en continuant à faire partie de l'Accord civique et social). La CC-ARI comptait alors, fin 2009, outre la Coalition civique ARI, l'Union pour tous (UPT), FORJA d'Enrique Olivera, les « Radicaux dans la Coalition civique », une tendance menée par le député Juan Carlos Morán qui a refusé l'éloignement du GEN de Stolbizer, et des secteurs indépendants (celui du député Juan Carlos Vega, etc.).
Elisa Carrió présida la confédération CC de 2007 à 2009 sans appartenir officiellement à aucun parti, mais prit également la présidence de la Coalición Cívica ARI en 2009.

## Idéologie et histoire

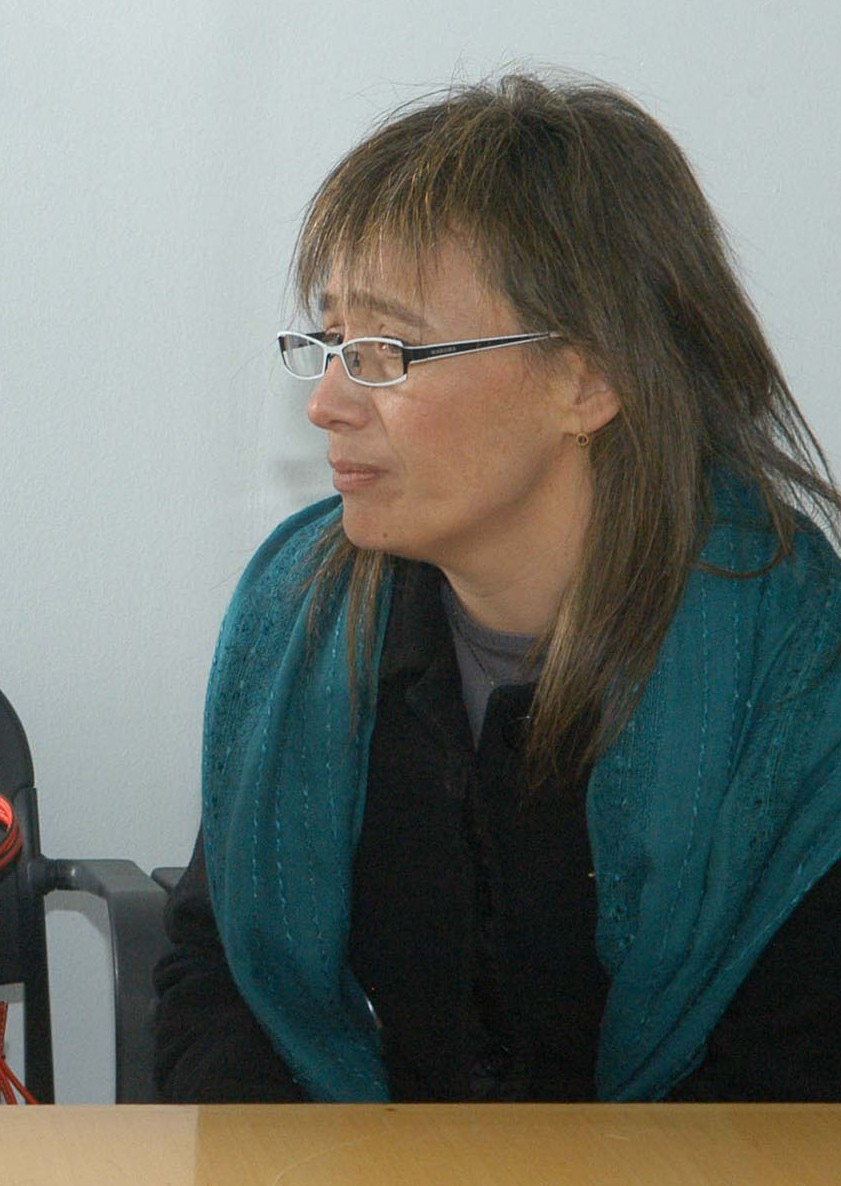
Fabiana Ríos (ARI, élue gouverneur de Terre de Feu, Antarctique et Îles de l'Atlantique Sud lors des élections générales de 2007: premier triomphe électoral de la Coalition civique.

Bien que parfois classée au centre gauche, un débat persistant oppose ceux qui classent la Coalition civique à droite et ceux qui la mettent à gauche,. Elisa Carrió elle-même soutient que ces catégories seraient périmées et qu'elles permettraient de dissimuler la corruption de la vie politique argentine, fléau qui serait « le problème de l'Argentine ». Cette position qui prétend avoir dépassé les clivages politiques est partagée par d'autres dirigeants de la Coalition, tels Patricia Bullrich (UPT). A contrario, Eduardo García, dirigeant socialiste de la section de Córdoba, considère que Carrio s'est déplacée du centre-gauche vers la droite en s'opposant systématiquement au gouvernement de Cristina Fernández de Kirchner.
Aux élections générales de 2007, la Coalition civique s'est alliée avec le Parti socialiste pour présenter la formule présidentielle Elisa Carrió (CC)-Rubén Giustiniani (PS), qui arriva deuxième avec un peu plus de 22 % des voix contre plus de 45 % pour Cristina Fernández de Kirchner, candidate du Front pour la victoire (FPV, coalition de centre-gauche). Aux mêmes élections, la candidate de l'ARI Fabiana Ríos fut élue gouverneur de la Terre de Feu, Antarctique et Îles de l'Atlantique Sud, battant le candidat du FPV Hugo Cóccaro.
La CC a soutenu les organisations patronales agricoles lors de la grève de 2008, suscitée par la tentative de Kirchner d'augmenter les taxes à l'exportation sur le soja et le tournesol, Elisa Carrió affirmant que l'agroindustrie était le « seul chemin de sortie de l'Argentine ».
La Coalition a voté avec l'UCR contre la réforme des retraites de 2008 (nationalisation des fonds de pension et passage à la retraite par répartition), à l'exception de l'ex-sénateur de l'ARI José Martínez,. Bien que critique des AFJP, les fonds de pension mis en place dans les années 1990 par Menem, Elisa Carrió affirmait en effet que la réforme visait à « voler les retraités », et ce malgré les différentes garanties apportées par le projet de loi.
En octobre 2009, la CC a aussi voté contre la loi no 26 522 sur les médias qui abroge la loi de 1980. Dans ces deux occasions, la CC et l'UCR ont ainsi voté différemment de leur allié au sein de l'ACyS, le Parti socialiste qui soutenait au contraire ces réformes, bien que siégeant dans l'opposition.

## Forces parlementaires
Après les élections générales partielles d'octobre 2007, la Coalition civique détenait 18 sièges de députés et deux de sénateurs. Depuis les élections partielles de juin 2009, elle n'est plus représentée que par une sénatrice, María Eugenia Estenssoro (ARI-CC), mais possède un siège de député en plus. Un autre sénateur, Samuel Cabanchik, siégea pour la Coalition pendant un an et demi, avant de s'en éloigner, critiquant le « personnalisme » et le « sexisme »  supposé d'Elisa Carrió. Le sénateur José Martínez (Terre de Feu, Antarctique et Îles de l'Atlantique Sud) se sépara aussi de l'ARI en mars 2009, en désaccord avec l'opposition de la CC à l'anticipation des élections générales; la sénatrice ARI María Rosa Díaz (Terre de Feu) vota également contre son groupe parlementaire afin de permettre l'anticipation des élections.
À la Chambre des députés, le GEN de Margarita Stolbizer a quitté le groupe parlementaire de la Coalition depuis le 10 décembre 2009, refusant la fusion de plusieurs partis de la Coalition dans un parti unique, la Coalition civique ARI. Le GEN s'est ainsi rapproché du Parti socialiste, mais demeure proche de la CC, avec qui il est allié au sein de l'Accord civique et social (ACyS) qui chapeaute l'ensemble.

### Groupe parlementaire
Le groupe est présidé par Elisa Carrió et vice-présidé par Adrián Pérez.
1. Elisa Carrió (CC-ARI)
2. Adrián Pérez (CC-ARI)
3. Horacio Piemonte (CC-ARI)
4. Griselda Baldata (CC-ARI)
5. Elisa Carca (CC-ARI)
6. Carlos Comi (CC-ARI)
7. Héctor Flores (CC-ARI)
8. Susana García (CC-ARI)
9. Claudia Fernanda Gil Lozano (CC-ARI)
10. Fernando Adolfo Iglesias (CC-ARI)
11. Alfonso Prat-Gay (CC-ARI)
12. Elsa Quiroz (CC-ARI)
13. Fernanda Reyes (CC-ARI)
14. Marcela Rodríguez (CC-ARI)
15. Alicia Terada (CC-ARI)
16. Patricia Bullrich (UPT - Union pour tous)
17. Hilma Re (UPT)
18. Juan Carlos Vega (indépendant)
19. Juan Carlos Morán (Radicales en la CC)

## Coalition à Buenos Aires
À l'Assemblée de Buenos Aires, le groupe de la Coalition, présidé par Fernando Sánchez, compte six députés et participe à l'Accord social et civique qui en compte 9 au total (un du PS et deux de l'UCR).
1. Sergio Abrevaya (FORJA)
2. Juan Pablo Arenaza (UpT, vice-président du groupe)
3. Diana Maffía (CC ARI)
4. Adriana Montes (CC ARI)
5. Fernando Sánchez (CC ARI)
6. Rocío Sánchez Andía (CC ARI)

## Organisation
Selon la Charte de la CC, chaque parti membre de la Coalition y est représenté dans les instances dirigeantes, avec une prédominance accordée aux partis nationaux (ARI, devenue Coalition civique - ARI, et PAIS). L'Assemblée fédérale est l'organe exécutif de la Coalition, à la tête de laquelle se trouve le Bureau national (Mesa directiva) avec un président (Elisa Carrió) et deux vice-présidents, élus par l'Assemblée. L'Assemblée est composée de délégués des partis, élus pour un mandat de quatre ans renouvelable, les décisions se prenant à la majorité simple. C'est elle qui choisit les candidats aux élections présidentielles.
Outre l'Assemblée, la Coalition est composée d'un conseil exécutif (junta executiva) élu de la même manière, et qui a pour fonction d'établir le programme politique, de former les alliances électorales avec d'autres partis, de diriger les campagnes électorales, etc.
Un Conseil électoral fédéral de la Coalition se charge des élections internes de la présidence de la confédération.

### Composition du Bureau national
Début 2009, le Bureau national comprenait 19 membres, dont Elisa Carrió (la présidente), Horacio Alcuaz, Griselda Baldata, Patricia Bullrich, Elisa Carca, Gerardo Conte Grand, María Eugenia Estenssoro, Héctor “Toty” Flores, Pablo Javkin, Jaime Linares, Javier Mor Roig, Magdalena Odarda, Enrique Olivera, Mónica Peralta, Adrián Pérez, Horacio Piemonte, Alfonso Prat-Gay (l'économiste de la Coalition), Elsa "Tata" Quiroz et Margarita Stolbizer (qui a quitté fin 2009 la Coalition).
La Coalition civique est basée avenue Rivadavia à Buenos Aires, dans les locaux de l'Institut Hannah Arendt fondé en 2004 par Elisa Carrió (qui en est la présidente). L'Institut est géré par la députée provinciale de Buenos Aires Diana Maffía. D'autres instituts sont liés à la Coalition, notamment l'Institut de politiques publiques de sécurité citoyenne, dirigé par Patricia Bullrich, et, jusqu'à fin 2009, l'Institut d'études pour une nouvelle génération (IGEN), dirigé par Margarita Stolbizer.

## Source originale
- (es) Cet article est partiellement ou en totalité issu de l’article de Wikipédia en espagnol intitulé « Coalición Cívica (confederación) » (voir la liste des auteurs).